# 符之冠
符之冠（1965年—），汉族，中华人民共和国政治人物，台湾民主自治同盟盟员，第十二届全国人民代表大会台湾省代表。

## 生平
出生于海南海口。1987年毕业于海南师范学院生物系专业。1994年入党。2013年，担任全国人大代表。2015年，当选海南省台联第五届理事会新一任会长。2018年2月24日，当选为第十三届全国人大代表。